# Hienheim
Das Pfarrdorf Hienheim ist ein Gemeindeteil der Stadt Neustadt an der Donau im niederbayerischen Landkreis Kelheim.

## Lage
Der Ort liegt auf einer Höhe von 355 m ü. NHN am linken Donauufer gegenüber der Ortschaft Eining, an der Kreisstraße KEH 5 zwischen Neustadt über Irnsing nach Essing im Altmühltal.
Regensburg ist in östlicher Richtung etwa 45 km, Ingolstadt in westlicher 30 km. München liegt ungefähr 100 km südlich des Ortes.

## Geschichte

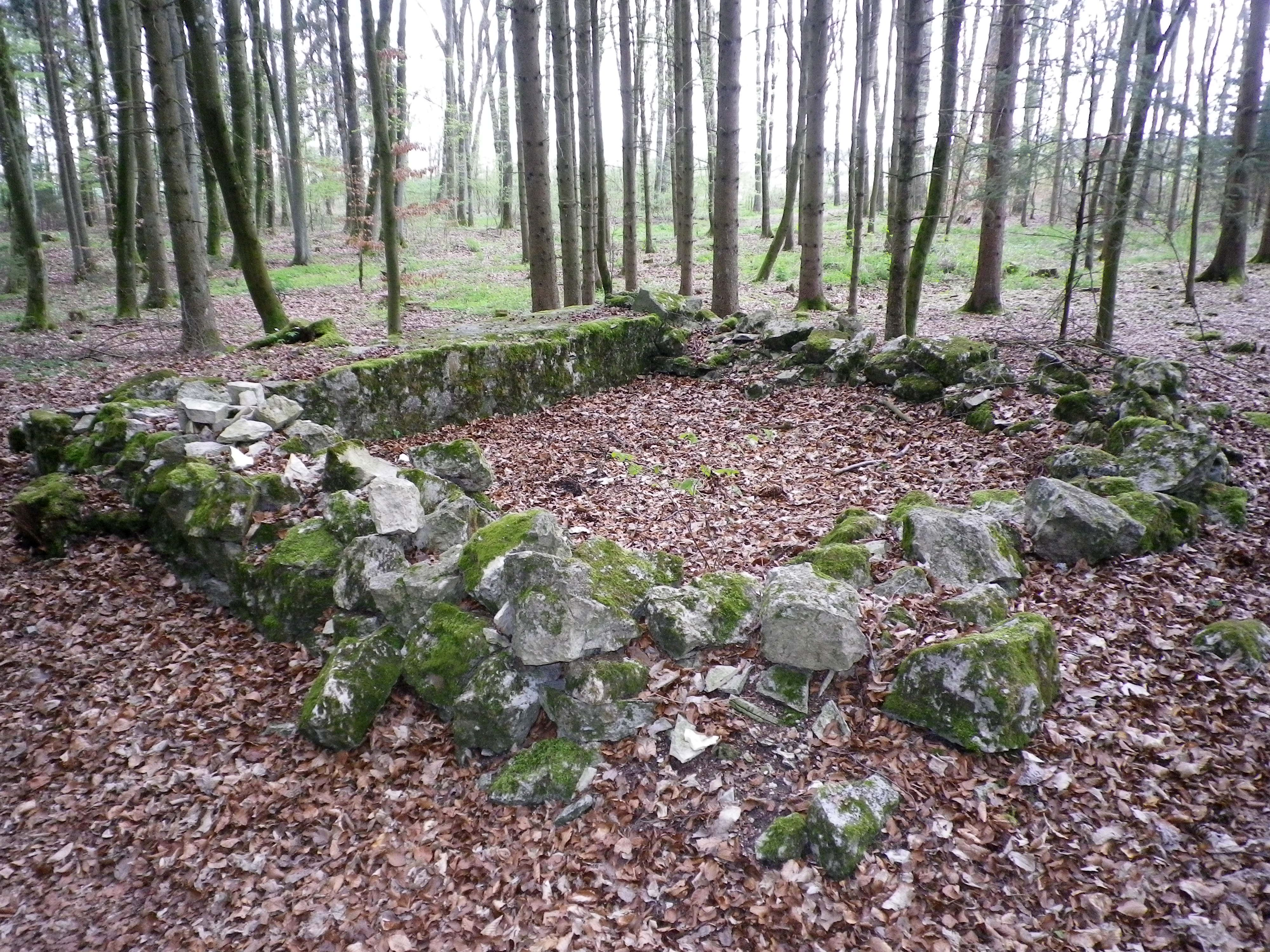
Fundament eines römischen Limeswachturms im Hienheimer Forst

Ausgrabungen der Universität Leiden ergaben, dass sich auf dem Gebiet von Hienheim eine jungsteinzeitliche (etwa 5000 v. Chr.) Siedlung befand.

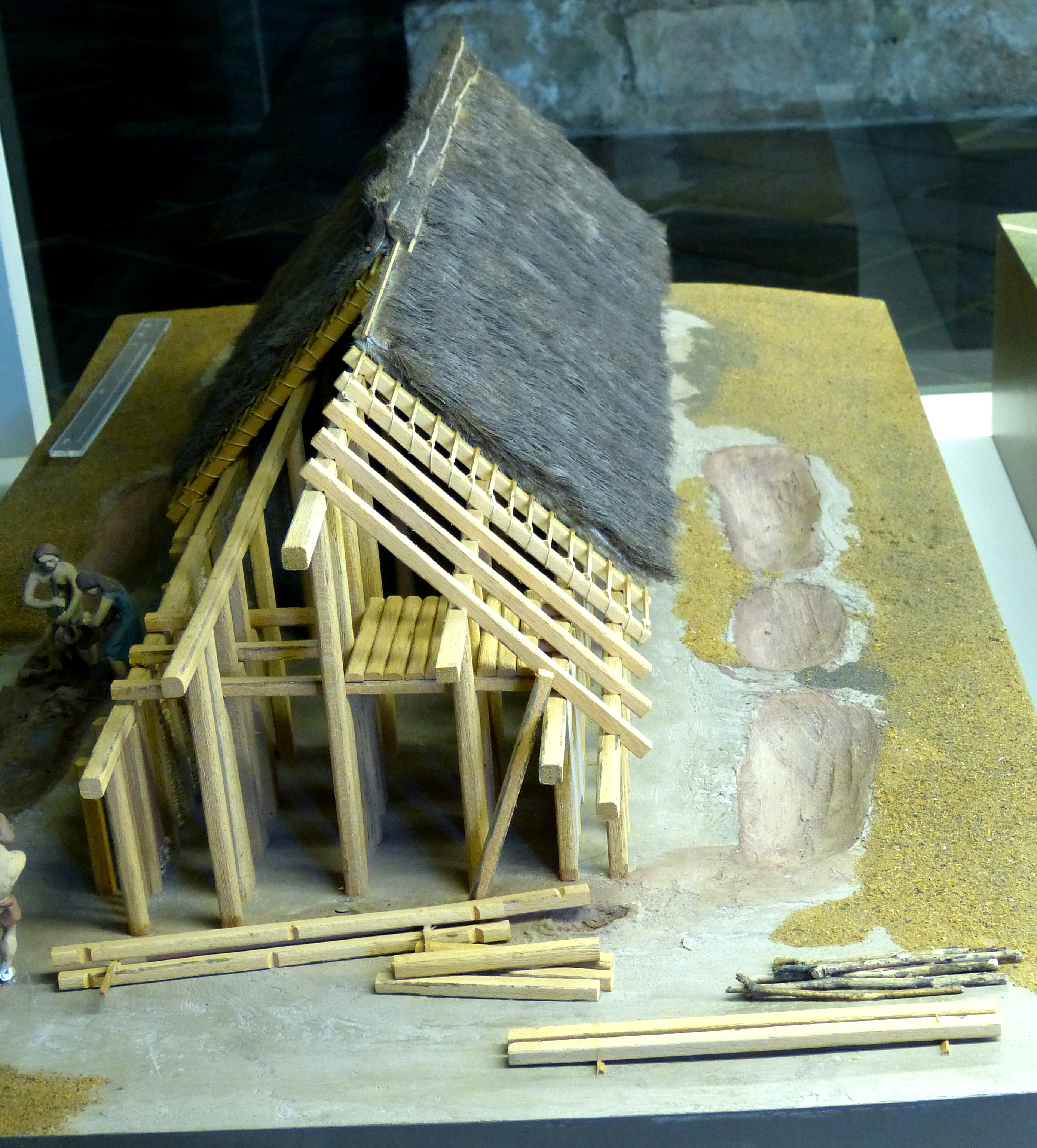
Rekonstruktion eines Hienheimer Hauses der Linearbandkeramische Kultur

Der Ort wird in mehreren Quellen bereits um 1097/98 als „Hohenheim“ („Heim auf der Anhöhe“) bezeichnet.
In der Nähe von Hienheim lag der Beginn der römischen Grenzbefestigung gegen das germanische Gebiet, der Limes. Der 166 km lange rätische Limes (von Hienheim bis Lorch an der Rems) bestand in erster Linie aus bis zu drei Meter hohen Steinmauern und hölzernen Wachtürmen, während sich der 382 km lange obergermanische Limes (von Lorch aus in nordwestlicher Richtung bis nach Bonn verlaufend) meist aus Erdwällen, Gräben und Palisaden zusammensetzte. Mit dem Bau römischer Limesanlagen wurde bereits 1 n. Chr. begonnen, der germanische Limes entstand ab 84 n. Chr. Ab dem Jahr 260 n. Chr. musste der Limes wegen alemannischer Überfälle nach und nach aufgegeben werden.
Den Beginn der Grenzmauer markiert die so genannte „Hadriansäule“, ein 1856 an der Straße nach Kelheim errichtetes Denkmal. Unter den Kaisern Trajan (regierte von 98 bis 117 n. Chr.) und Hadrian (regierte von 117 bis 138 n. Chr.) erlebte der Limes seine Glanzzeit. Der obergermanisch-rätische Limes ist ein Bodendenkmal und seit 2005 Weltkulturerbe der UNESCO. 1979 wurde durch Luftbildarchäologie das zur Grenzanlage gehörende Kleinkastell Hienheim entdeckt.
Unweit davon steht ein Denkmal ganz anderer Art, die im 17./18. Jahrhundert entstandene „Eiserne Hand“: Einer Sage zufolge soll eine Näherin auf ihrem Weg zur Arbeit an dieser Stelle regelmäßig einem Wolf begegnet sein, dem sie stets ein Stück Brot mitbrachte. Als sie einmal kein Brot dabei hatte, soll der Wolf sie zerfleischt und aufgefressen haben, mit Ausnahme ihrer rechten Hand, die ihn immer gefüttert hatte.
Die bis dahin selbständige Gemeinde Hienheim wurde am 1. Januar 1978 aufgelöst. Der größere Teil des bisherigen Gemeindegebiets einschließlich der im Osten gelegenen Einöde Haderfleck wurde der Stadt Neustadt an der Donau zugesprochen.
Zwei weitere kleinere, unzusammenhängende Teile kamen als Exklaven zu Kelheim und darin zur Gemarkung Stausacker. Der größere Teil enthielt den Weiler Schwaben einschließlich Kirche St. Pankratius mit rund 20 Einwohnern und einer Fläche von 276 ha. Der kleinere, 700 Meter nordwestlich gelegene und vollständig vom damaligen gemeindefreien Gebiet Hienheimer Forst umgebene Teil enthielt die Einöde Schlott mit fünf Einwohnern auf einer Fläche von gut drei Hektar.

## Infrastruktur
Es gibt einige Handwerksbetriebe haben in Hienheim. Zudem gibt es einen Sportplatz für den örtlichen Fußballverein. Weit über die Grenzen Hienheims hinaus bekannt ist das Segelfluggelände Hienheim in der Nähe der Ortschaft, das im Sommer Flugsportfreunde aus ganz Deutschland anzieht.
Die Fähre Eining über die Donau verbindet Hienheim mit Eining.
Durch den Ort führt der Deutsche Limes-Radweg. Dieser folgt dem Obergermanisch-Raetischen Limes über 818 km von Bad Hönningen am Rhein nach Regensburg an der Donau.
Auch die Deutsche Limes-Straße verläuft durch den Ort.
Der Limeswanderweg führt ebenfalls durch Hienheim.

## Kirchen
Hienheims katholische Kirche St. Georg besitzt einen romanischen Chorturm, der wahrscheinlich aus dem 12. Jahrhundert stammt. Von der ehemals umlaufenden Wehrmauer sind noch Teile, aber nicht mehr in der ursprünglichen Höhe, erhalten. Im 16. und 19. Jahrhundert wurde das Gotteshaus weiter ausgebaut, mit einer Friedhofsmauer versehen und zuletzt 1985 restauriert.
Nördlich der Kirche steht die spätgotische, im Barock baulich veränderte Sebastianskapelle.

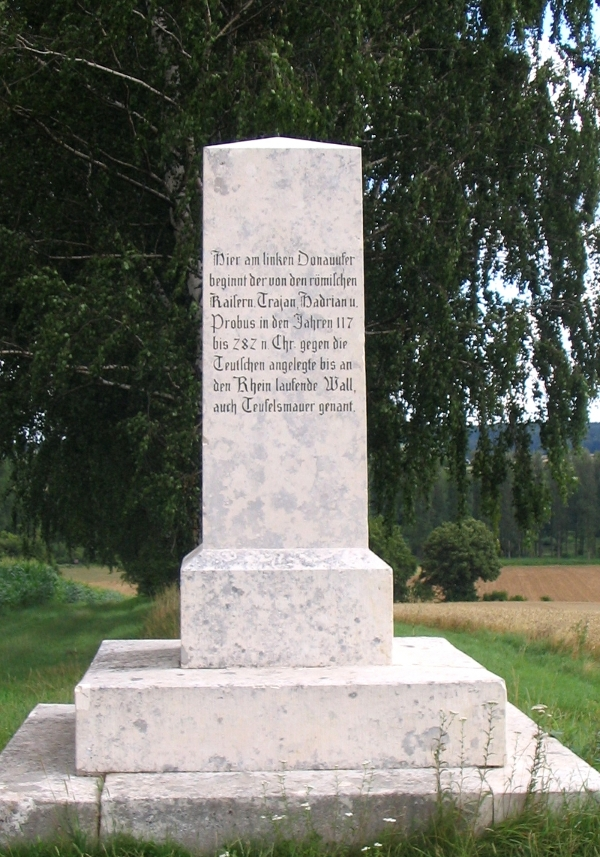
Hadriansäule
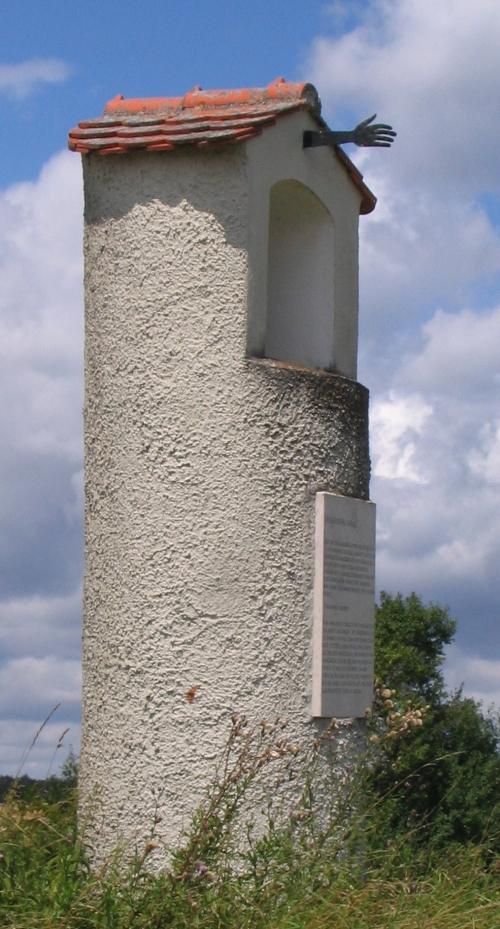
„Eiserne Hand“
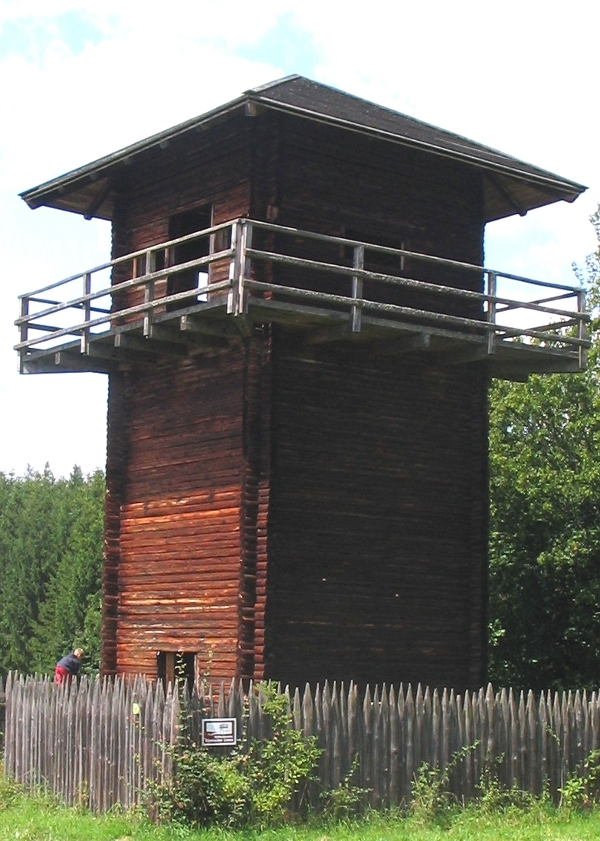
2009 abgebrannter Limeswachturm
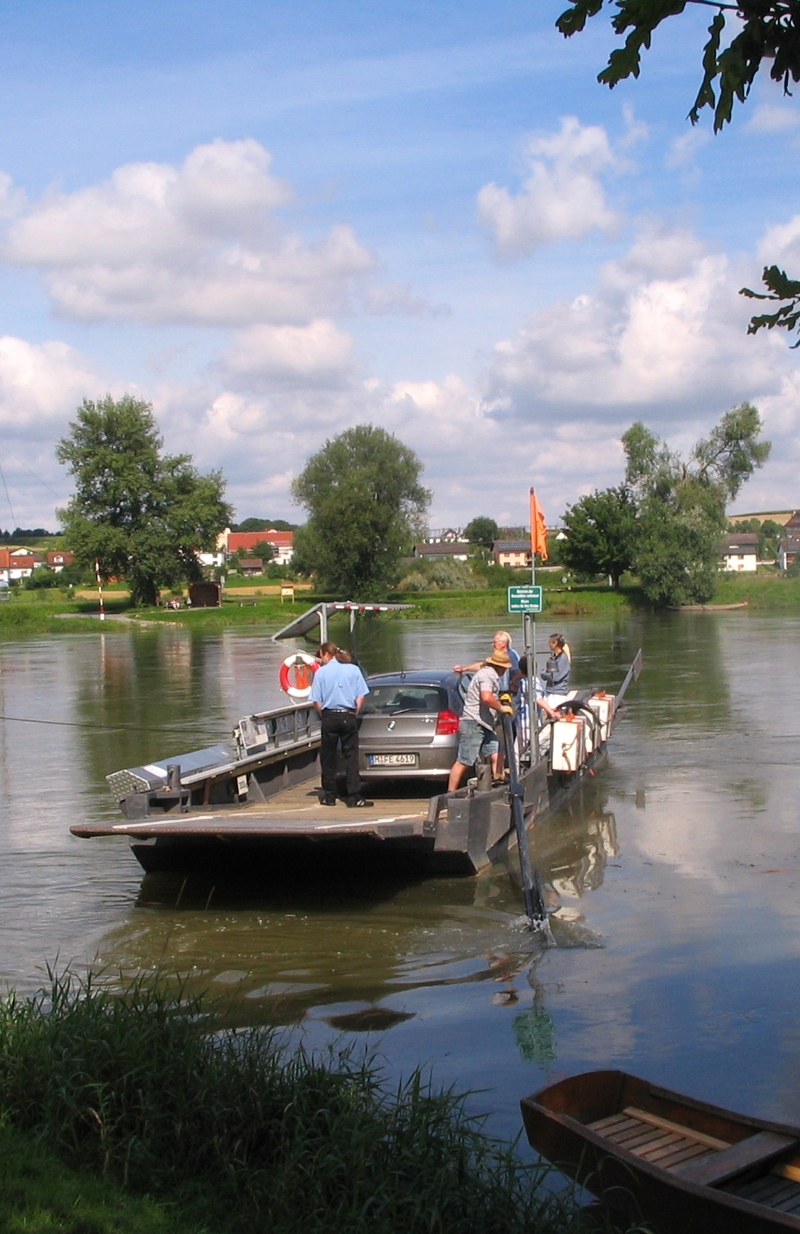
Donaufähre
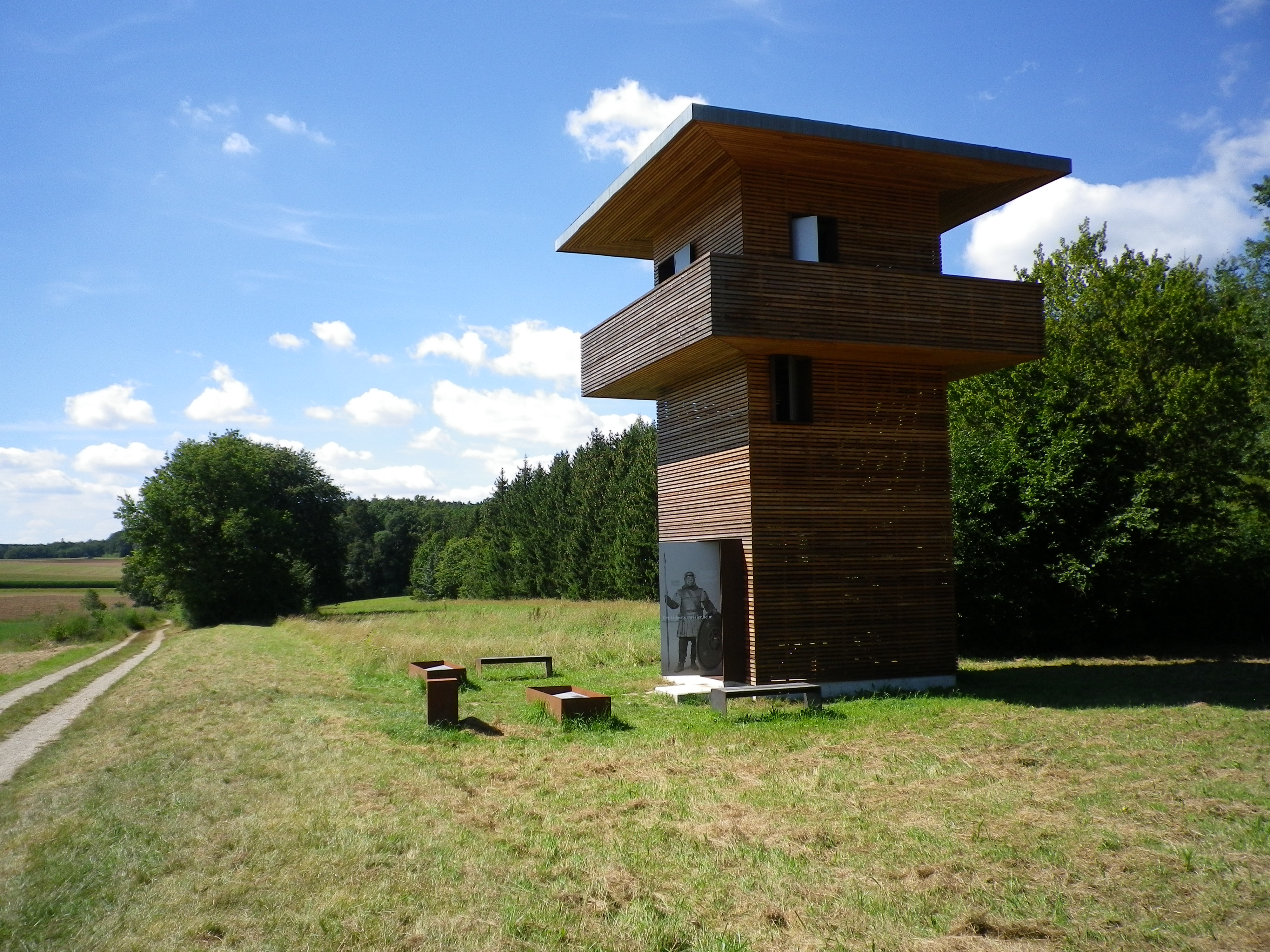
Römerturm in Hienheim

## Persönlichkeiten
- Edith Prock (* 5. Dezember 1949 in Hienheim), Sängerin aus dem Bereich des volkstümlichen Schlagers.
- Georg Schwaiger (* 23. Januar 1925 in Hienheim; † 9. November 2019), katholischer Kirchenhistoriker.